# Hotelul Coroana din Buzău
Hotelul Coroana din Buzău este un monument istoric aflat pe teritoriul municipiului Buzău.